# Юшар (судно)
«Юшар» — суда, названные в честь арктического морского пролива Югорский Шар (Юшар — его разговорное сокращённое название).
В составе Северного морского пароходства в разное время было два грузопассажирских судна, приписанных к порту Архангельск и носивших название «Юшар».

## Пароход «Юшар» (1915—1963 годы)
Пароход «Юшар» — грузопассажирский пароход, спущенный на воду в 1915 году, был построен на верфи «Swan Hunter & Wigham Richardson» в Великобритании для «Товарищества Архангельско-мурманского срочного пароходства». Первоначально назывался «Колгуев». Пароход был призван по военно-судовой повинности и в октябре 1915 года включён в состав Охраны водного района Белого моря. Позже переквалифицирован в посыльное судно и включён в состав флотилии Северного Ледовитого Океана.
В 1920 году пароход был передан Белмортрану НКПС, в 1920—1921 годах совершил несколько рейсов для Сибирской хлебной морской экспедиции, доставлявшей зерно из Сибири (устья Оби и Енисея) в Архангельск. В 1921 году был переименован в «Юшар». В 1921—1922 годах эксплуатировался на регулярной линии в Норвегию. С 1922 года входил в состав Государственного Северного пароходства Госторгфлота. В 1923 году пароход открыл линию Мурманск — Лондон, позже работал в Арктике. В 1941 году был мобилизован, переоборудован в минный заградитель и вошёл в состав Беломорской военной флотилии. В октябре 1945 разоружен, исключен из состава ВМФ и возвращен в состав СГМП. В послевоенные годы пароход работал на линиях Кольского полуострова и на Печорской линии, а также привлекался к перевозке грузов и пассажиров на полигон на Новой Земле. В декабре 1963 года пароход выведен из эксплуатации и после этого в течение нескольких лет служил в качестве блокшива, используемого под общежитие плавсостава СГМП.

### Характеристики парохода «Юшар»[1]
- Валовая вместимость: 1070 рег.т
- Длина: 75,5 метра
- Ширина: 10,67 метра
- Осадка: 3,81 метра
- Мощность силовой установки: 1200 л. с.
- Скорость: 11 узлов
- Пассажировместимость: 134 чел.

## Теплоход «Юшар» (1970—1996 годы)
Теплоход «Юшар» был построен в Народной Республике Болгария, на судостроительном заводе имени Георги Димитрова в Варне. Всего было построено пять судов этой серии, два — «Георги Кирков» и «Димитър Благоев» — для Болгарии и три — «Юшар», «Канин» и «Каменск» — для СССР. В СССР серия называлась «тип Юшар». «Юшар» вошёл в состав Северного морского пароходства, «Канин» и «Каменск» — в состав Мурманского морского пароходства.
Теплоход обслуживал рейсы по Белому морю и по Баренцеву морю, до Нарьян-Мара.

### Характеристики теплохода «Юшар»[1]
- Валовая вместимость: 1129 рег.т
- Дедвейт: 221 тонна
- Длина: 68 метров
- Ширина: 10 метров
- Осадка: 3,15 метра
- Мощность силовой установки: 1200 л. с.
- Скорость: 13 узлов
- Пассажировместимость: 92 чел. в каютах + 40 бескоечных (только в прибрежном плавании).
- 2 грузовых трюма общей вместимостью 167,0  м³ (насыпью).
- 1 грузовой кран грузоподъемностью 1,6 т

### Дальнейшая судьба теплохода «Юшар»
В 1996 году теплоход был выведен из эксплуатации, после чего продан и переоборудован в круизное судно, рассчитанное на 56 пассажиров. Под названием «STELLA DALMATIAE» эксплуатировался круизным оператором Dalmatija Cruise Line в рейсах вдоль побережья Адриатического моря. В 1998 году сменил имя на «Monet», под флагом Сент-Ви́нсента и Гренади́н, порт приписки — Кингстон, владелец WEST WIND (Сплит, Хорватия). Использовался компанией Elegant Cruises, базирующейся в Нью-Йорке, для круизов по Средиземному морю.

## Другие суда с названием «Юшар»
В 2016 году судно «Юшар» (место и время постройки — Финляндия, Порвоо, 2009, верфь «LamorTechnics OY») стало предметом судебного разбирательства между ООО «ТК Орбита» и ООО «Варандейский терминал».